# Ардевейн, Пепейн
Пепейн Ардевейн (нидерл. Pepijn Aardewijn, род. 15 июня 1970) — нидерландский спортсмен, гребец. Призёр чемпионата мира по академической гребли 1981, 1992, 1993, 1995 годов, а также Летних Олимпийских игр 1996 года.

## Биография
Пепейн Ардевейн родился 15 июня 1970 года в нидерландском городе Амстердам, Северная Голландия. Тренировался в клубе «Willem III RV», Амстердам. Профессиональную карьеру гребца начал с 1981 года.
Дважды Ардевейн завоевывал медали в заплыве одиночек в легком весе на чемпионатах мира по академическое гребле. Серебряная медаль была получена на соревнованиях в 1992 году в Монреале. В заплыве одиночек в легком весе с результатом 07:10.210 он занял второе место, уступив первенство сопернику из Дании (07:08.790). Бронзовая награда была выиграна на соревнованиях 1993 года в Рачицах. С результатом 07:07.700 Ардевейн уступил первенство конкурентам из Австралии (07:06.660 — 2е место) и Великобритании (07:05.340 — 1е место).
Первая и единственная олимпийская медаль в активе Ардевейна была выиграна на Летних Олимпийских играх 1996 года в Атланте. В составе голландкой двойки парной в лёгком весе вместе с Мартеном ван дер Линденом во время финального заплыва они финишировали вторыми. С результатом 6:26.48 голландские гребцы обогнали соперникам из Австралии (6:26.69 — 3е место), но уступили первенство команде из Швейцарии (6:23.47 — 1е место).